# Parque de San Pedro y de Bens

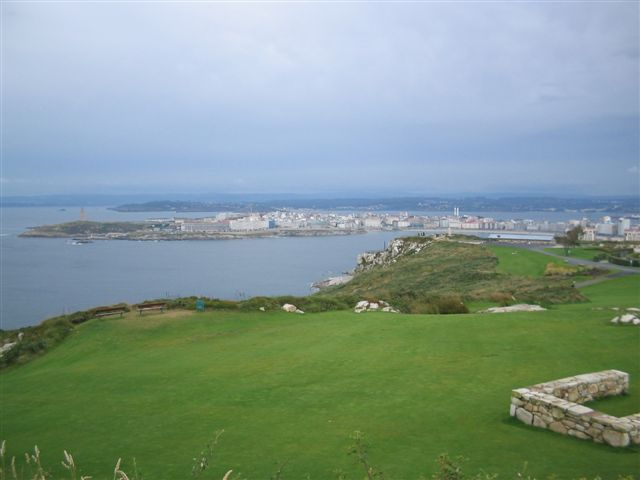
Vista de la ciudad de La Coruña desde el monte de San Pedro

El parque municipal del Monte de San Pedro comprende una amplia extensión de territorio, 78 339 m², de accidentada topografía y vistas sobre la ciudad de La Coruña (España) y una amplia franja de costa, que abarca desde el cabo San Adrián y las Islas Sisargas al oeste, hasta los cabos Prior y Prioriño al noreste.
Fue inaugurado el 6 de junio de 1999 tras el cambio de uso del terreno en el que se encuentra. Antes era un espacio militar defensivo situado en un punto geográfico estratégico, orientado a la entrada de la ría coruñesa. 
Este antiguo carácter militar lo podemos apreciar en restos de construcciones que suponen un gran atractivo, como refugios subterráneos, barracones para la tropa, garitas y, sobre todo, las espectaculares baterías de costa.
En el parque también podemos encontrar un laberinto inglés confeccionado con plantas italianas, un estanque con patos, una sala en la que se exhiben piezas militares y varias zonas de juegos infantiles.
Entre los años 2006 y 2007 se han añadido varias construcciones: 
- El elevador panorámico: elevador esférico y acristalado con una capacidad de 25 viajeros. Salva una altura de 63 m con un recorrido de 100 m, en 3 minutos y 20 segundos.
- La cafetería-restaurante.
- El observatorio: un edificio acabado en cúpula semiesférica que sirve como mirador.

De especial presencia es el borde litoral, con sus características formaciones rocosas, flora y fauna. Laderas de toxos y brezos, de colores amarillos y rosas, en las que se entremezclan otras especies vegetales típicas de ambientes costeros, incluyendo algunas plantas endémicas que prosperan ante el respeto a su hábitat. Y sobre ellas, multitud de pequeñas aves como currucas, jilgueros o pardillos que surcan el parque, aportando colorido y vida.
El parque de Bens fue inaugurado el 5 de junio de 2001 sobre el antiguo vertedero de la ciudad, que se había derrumbado en 1996 causando la muerte de un vecino de O Portiño.
Cuenta con una extensión total de 605 000 m² dividida en varias zonas:
- La zona donde se levantaba el vertedero: permanece sellada para su total recuperación en 10-15 años.
- La segunda gran área recuperada: cuenta con algo más de 300.000 m², alberga una gran cascada de agua y un puente de madera.
- La tercera gran zona del parque de Bens: es un espacio natural de 88.000 m², integrado por monte natural y el mirador de Outeiro, desde el que se puede contemplar una visión de la ciudad de La Coruña.

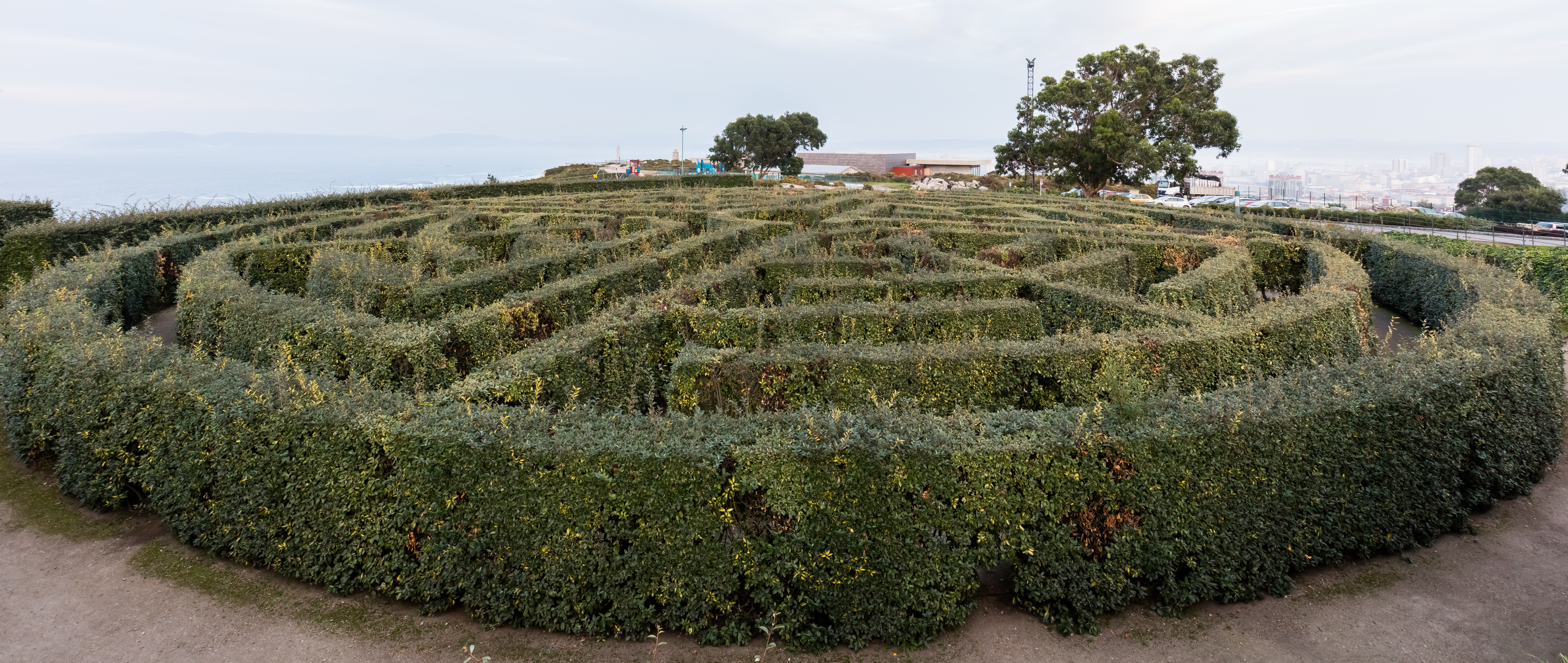
Laberinto
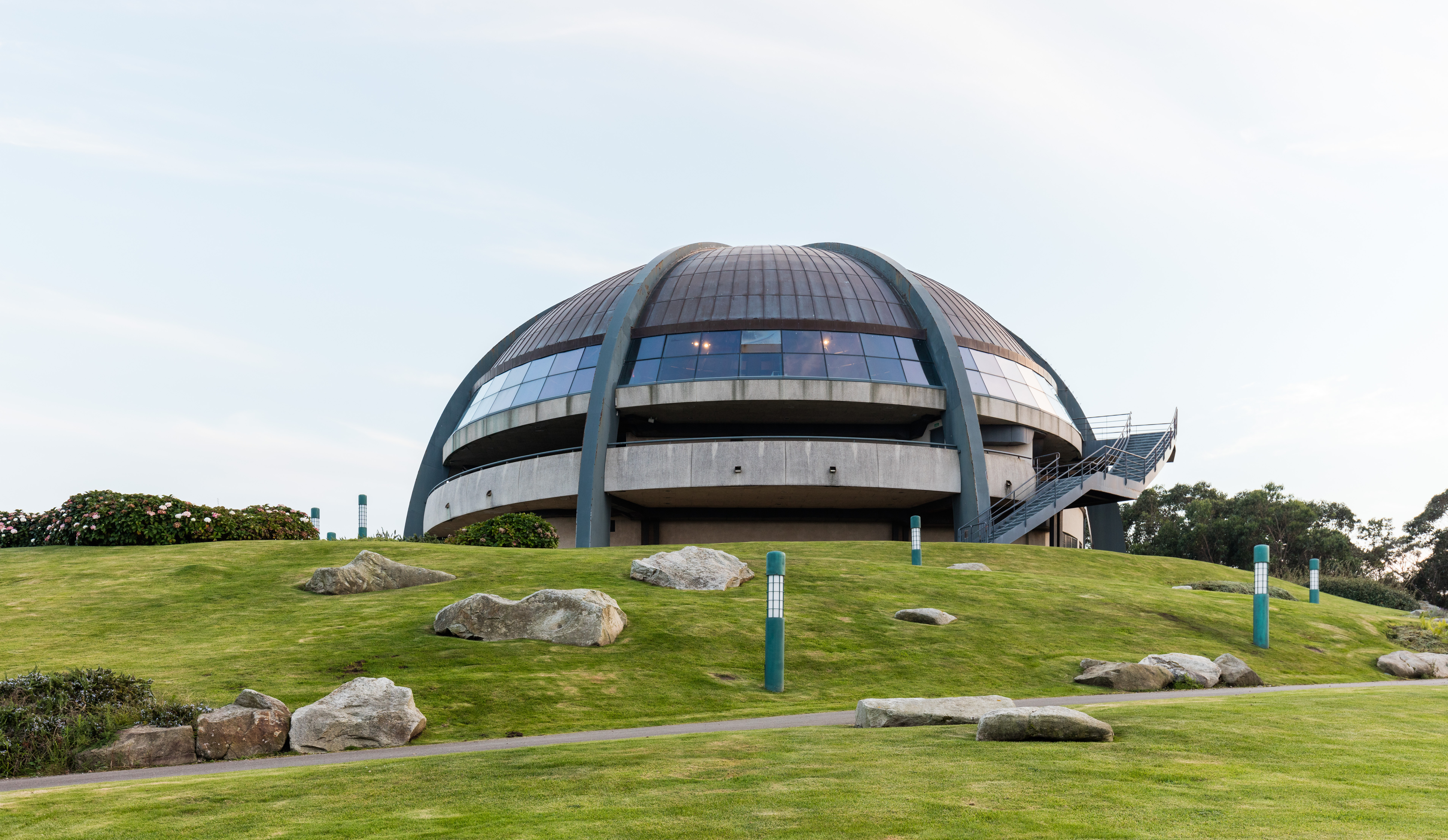
Cúpula atlántica
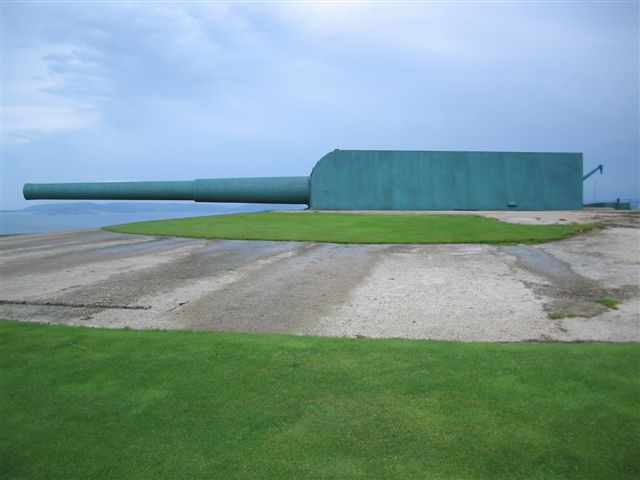
Uno de los dos cañones Vickers de 381 mm
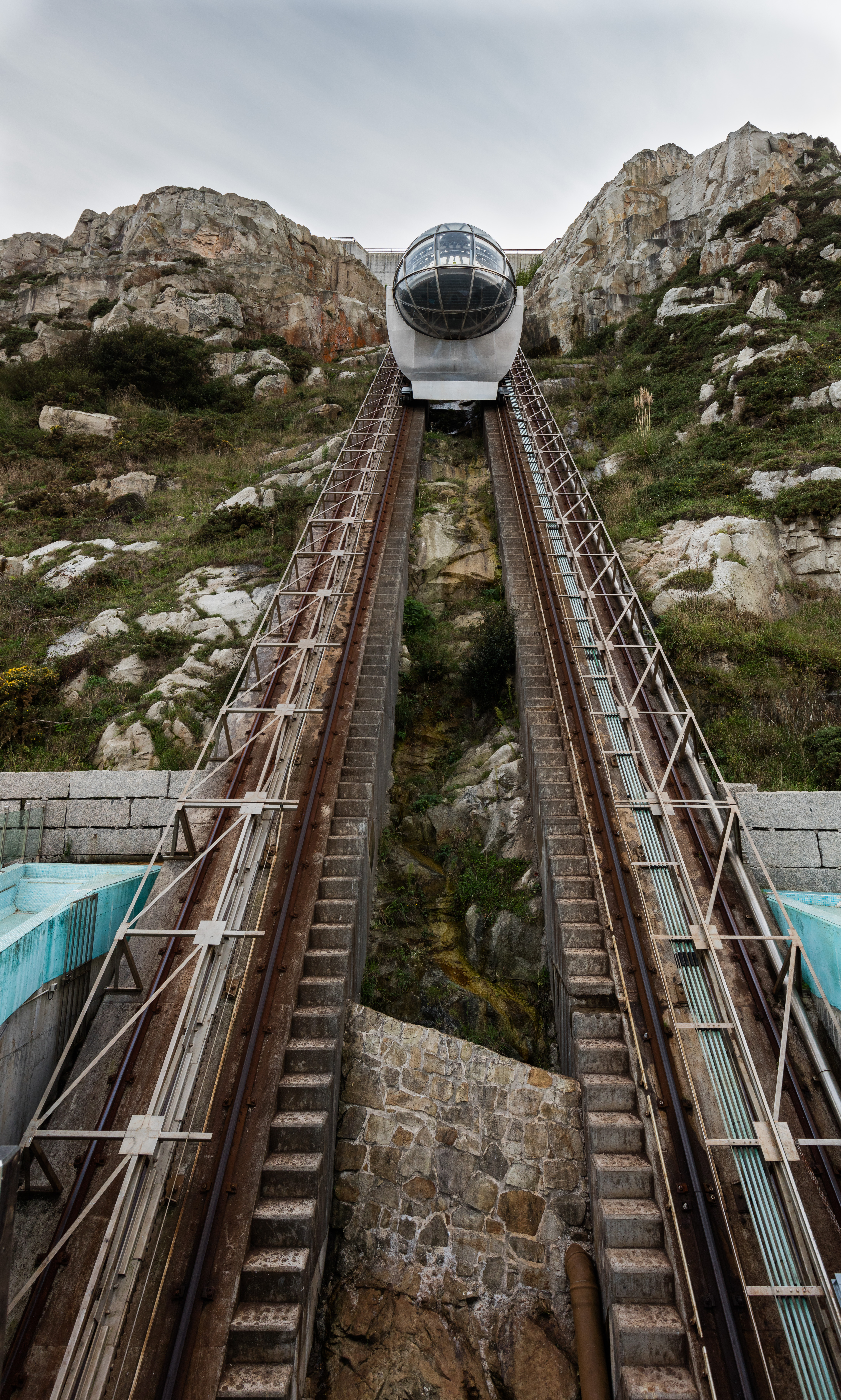
Elevador del monte de San Pedro